# Bahnstrecke Grasmere Junction–East Milford
| Gesellschaft: | zuletzt BM           |                                  |                                  |
| Streckenlänge: | 29,81 km             |                                  |                                  |
| Spurweite: | 1435 mm (Normalspur) |                                  |                                  |
| |                      |                                  |                                  |
| Gleise: | 1                    |                                  |                                  |
| \| \| \| \| \| \| \| \| von Henniker \| \| \| \| 0,00 \| Grasmere Junction NH \| Grasmere Junction NH \| \| \| \| nach Manchester \| \| \| \| 2,12 \| Tirrell Hill NH \| Tirrell Hill NH \| \| \| 5,58 \| Holwood NH \| Holwood NH \| \| \| 8,51 \| Bedford NH \| Bedford NH \| \| \| 12,55 \| South Bedford NH \| South Bedford NH \| \| \| 16,91 \| Stowell NH \| Stowell NH \| \| \| 20,62 \| Baboosic Lake NH (nur im Sommer) \| Baboosic Lake NH (nur im Sommer) \| \| \| 24,66 \| Amherst NH \| Amherst NH \| \| \| \| von Nashua \| \| \| \| 29,81 \| East Milford NH \| East Milford NH \| \| \| \| nach Greenfield \| \| |                      |                                  |                                  |
| |                      |                                  |                                  |
| Strecke (außer Betrieb) |                      | von Henniker                     | von Henniker                     |
| Haltepunkt / Haltestelle (Strecke außer Betrieb) | 0,00                 | Grasmere Junction NH             | Grasmere Junction NH             |
| Abzweig geradeaus und nach links (Strecke außer Betrieb) |                      | nach Manchester                  | nach Manchester                  |
| Haltepunkt / Haltestelle (Strecke außer Betrieb) | 2,12                 | Tirrell Hill NH                  | Tirrell Hill NH                  |
| Haltepunkt / Haltestelle (Strecke außer Betrieb) | 5,58                 | Holwood NH                       | Holwood NH                       |
| Bahnhof (Strecke außer Betrieb) | 8,51                 | Bedford NH                       | Bedford NH                       |
| Haltepunkt / Haltestelle (Strecke außer Betrieb) | 12,55                | South Bedford NH                 | South Bedford NH                 |
| Haltepunkt / Haltestelle (Strecke außer Betrieb) | 16,91                | Stowell NH                       | Stowell NH                       |
| Haltepunkt / Haltestelle (Strecke außer Betrieb) | 20,62                | Baboosic Lake NH (nur im Sommer) | Baboosic Lake NH (nur im Sommer) |
| Bahnhof (Strecke außer Betrieb) | 24,66                | Amherst NH                       | Amherst NH                       |
| Abzweig ehemals geradeaus und von links |                      | von Nashua                       | von Nashua                       |
| ehemaliger Haltepunkt / Haltestelle | 29,81                | East Milford NH                  | East Milford NH                  |
| Strecke |                      | nach Greenfield                  | nach Greenfield                  |

Die Bahnstrecke Grasmere Junction–East Milford ist eine ehemalige Eisenbahnverbindung in New Hampshire (Vereinigte Staaten). Sie ist rund 30 Kilometer lang und verbindet die Städte Pinardville, Amherst und Milford. Die Strecke ist seit 1926 vollständig stillgelegt und abgebaut.

## Geschichte
Nachdem 1895 die Fitchburg Railroad von Süden her Milford erreicht hatte und eine Verlängerung nach Manchester ins Auge fasste, musste die Boston and Maine Railroad etwas unternehmen, um der drohenden Konkurrenz entgegenzuwirken. Sie gründete die Manchester and Milford Railroad, die formal an die Concord and Montreal Railroad verpachtet wurde. Die Abzweige der Bahnstrecke wurden so gebaut, dass die Fitchburg-Züge zweimal Kopf hätten machen müssen, um nach Manchester zu gelangen. So sollte verhindert werden, dass die Bahngesellschaft Manchester erreichte. 1899 begann der Bau und im darauffolgenden Jahr fand die Eröffnung der Strecke statt. Im gleichen Jahr jedoch kaufte die Boston&Maine die Fitchburg auf und die nachteiligen Streckenabzweige wurden zum Problem.
Der durchgehende Güterverkehr zwischen Milford und Manchester floss in der Regel über Nashua, was zwar ein Umweg war, aber die Züge konnten ohne Rangieren die Strecke befahren und zwischen Nashua und Manchester lag die zweigleisige gut ausgebaute Hauptstrecke der Boston&Maine. Lokaler Güterverkehr zwischen Grasmere Junction und Milford fand kaum statt, auch der Personenverkehr war spärlich, obwohl die Züge von Manchester nach Milford verkehrten und ein Umsteigen an den Abzweigstellen nicht nötig war. 1926 endete der Gesamtverkehr und die Strecke wurde stillgelegt. Vier Jahre später wurden die Gleise abgebaut.

## Streckenbeschreibung
Die Strecke beginnt im Stadtgebiet von Pinardville und zweigt in südlicher Richtung aus der Bahnstrecke Manchester–Henniker ab. Sie durchquert dünn besiedeltes Gebiet und ist auf den ersten Kilometern heute teilweise durch die Staatsstraße 114 überbaut. Ab Bedford führt die Strecke parallel zur Staatsstraße 101. In der Nähe des Haltepunkts Stowell biegt die Trasse zunächst nach Westen ab. In diesem Bereich ist der Bahndamm noch gut erhalten. Die Strecke umfährt den Baboosic Lake nördlich, an dem sich in der Sommersaison auch ein Haltepunkt der Bahn befand, und führt weiter in südwestlicher Richtung. Bei Amherst biegt die Trasse wieder nach Süden ab und führt parallel zur Staatsstraße 122 weiter bis zum Abzweig bei East Milford. Hier mündet sie in die Bahnstrecke Nashua–Greenfield ein.